# UNIDROIT-conventie inzake gestolen of illegaal uitgevoerde cultuurobjecten
De UNIDROIT conventie inzake gestolen of illegaal uitgevoerde cultuurgoederen, officieel UNIDROIT Convention on Stolen or Illegally Exported Cultural Objects, Frans Convention d'UNIDROIT sur les biens culturels volés ou illicitement exportés, is een internationale overeenkomst om de illegale handel in kunstvoorwerpen tegen te gaan, voornamelijk door de koper te verplichten de legitieme herkomst van zijn of haar aankoop te bewijzen. De conventie vormt in die zin een aanvulling op de UNESCO-conventie inzake illegale handel in culturele goederen. 

## Zorgvuldigheid en bewijslast
Het verdrag stelt dat als een cultuurgoed wordt gestolen, het moet worden teruggegeven (hoofdstuk II, artikel 3.1). Wie aldus zijn/haar eigendom verliest, wordt alleen vergoed als hij/zij bewijst op het moment van de aankoop met de nodige zorgvuldigheid te hebben gehandeld (hoofdstuk II, artikel 4.1). De criteria voor “zorgvuldigheid” staan vermeld in artikel 4.4. van de Conventie.
Om de legitimiteit van de oorsprong van een object te beoordelen, kunnen spelers op de kunstmarkt internationale en nationale databases voor de bescherming van culturele eigendom raadplegen, onder meer die van INTERPOL. 

## Illegale export
Elke verdragsstaat kan het bevoegde gerecht van een andere verdragsluitende staat verzoeken cultuurgoed te restitueren dat illegaal is uitgevoerd, indien een van de belangen is geschaad, opgesomd in artikel 5.3. Ook hier moet de nieuwe eigenaar aantonen dat hij/zij "niet wist of redelijkerwijs had moeten weten op het moment van aankoop dat het object illegaal was geëxporteerd" (artikel 6.1).
Deze regels zijn eveneens van toepassing op erfenissen en schenkingen: de erfgenaam of begunstigde heeft dezelfde verantwoordelijkheid als een koper. Daarom moeten musea en andere openbare instellingen controles uitvoeren op de herkomst van gedoneerde objecten. 

## UNIDROIT-conventie en de UNESCO-conventie 1970
De UNESCO conventie inzake illegale handel in culturele goederen en de UNIDROIT-conventie zijn verenigbaar en complementair. In tegenstelling tot het UNESCO-verdrag, concentreert het UNIDROIT-verdrag zich op de restitutie van cultureel erfgoed. 
Hoewel de UNIDROIT-conventie de belangrijkste terminologie van de UNESCO-conventie van 1970 volgt, hoeven culturele goederen niet als zodanig door de staat te worden gedefinieerd. Verder wordt de term "culturele eigendom" vervangen het ruimere begrip "cultureel object", maar de lijst met hun categorieën blijft hetzelfde. Het concept "onrechtmatige uitvoer" wordt vervangen door "illegale export", waarmee verwezen wordt naar een expliciete wet in plaats van een algemene verbodsbepaling.

## Beperkingen in de tijd
Het verdrag regelt de tijdsperiode waarbinnen een getroffen partij een claim kan indienen voor de restitutie. Die termijn bedraagt drie jaar vanaf het moment waarop de eiser de locatie van het cultureel object en de identiteit van de bezitter kende, en 50 jaar in geval van diefstal (artikel 3.3). Er zijn echter uitzonderingen op deze regel: cultuurobjecten die integraal deel uitmaken van een officieel monument of een archeologische vindplaats, of die behoren tot een openbare verzameling, kunnen ook na 50 jaar teruggeëist worden, maar wel binnen de drie jaar na identificatie (artikel 3.4). Een verdragsluitende staat kan die termijn zelfs bij wet nog verlengen (artikel 3.5). 
De UNIDROIT-conventie is niet geldig met terugwerkende kracht. De bepalingen ervan zijn alleen van toepassing op na de inwerkingtreding van het verdrag gestolen of illegaal geëxporteerde cultuurgoederen (artikel 10). De conventie "legitimeert echter op geen enkele manier een illegale transactie van wat er heeft plaatsgevonden vóór de inwerkingtreding van dit verdrag" en beperkt geenszins het recht van een staat of andere partij om een vordering in te stellen op basis van andere rechtsmiddelen buiten de conventie (artikel 10, lid 3).